# Galium kikumuyura
Galium kikumuyura là một loài thực vật có hoa trong họ Thiến thảo. Loài này được Ohwi mô tả khoa học đầu tiên năm 1937.